# هيام يونس
هيام يونس () (28 يناير 1948 -)، مغنية وممثلة لبنانية، من أشهر أغانيها «تعلق قلبي» و«رمت الفؤاد مليحة عذراء» و«دُق أبواب الناس» و«سافر يا حبيبي وارجع». شكلت مع عبده موسى ثنائياً ناجحاً. وهي الأخت الصغرى للفنانة الاستعراضية نزهة يونس، وهي عضو في نقابة الفنانين المحترفين في لبنان.

## أعمالها
- دق أبواب الناس، كلمات: شفيق المغربي، ألحان وغناء: هيام يونس، إعداد: رفيق حبيقة.
- جديلي يام الجدايل مع عبده موسى.
- سافر يا حبيبي وارجع مع عبده موسى.
- لاطلع ع راس الجبل مع عبده موسى.
- يا طير يلي طار مع عبده موسى.
- غنيلي شرقي، كلمات جورج يمين، ألحان روجيه بندلي.
- أغنية «يا بينت العرجون» مع المغني الجزائري عبدالله المناعي.
- أغنية تعلق قلبي بالأزمنة الجميلة 1985
- أغنية اسمر قمر 1976

## أعمالها السينمائية
| الفيلم        | بطولة               | السنة |
| ------------- | ------------------- | ----- |
| قلبي على ولدي | زكي رستم ونزهة يونس | 1953  |
| إلى أين       |                     | 1957  |

## وصلات خارجية
- هيام يونس في السينما.كوم